# Sébastien Biancheri
Sébastien Biancheri (* 5. Juni 1980 in Monaco) ist ein monegassischer Jurist. Er ist seit 2025 Richter am Europäischen Gerichtshof für Menschenrechte (EGMR).

## Leben und Wirken
Biancheri studierte Rechtswissenschaften an der Universität Nizza Sophia-Antipolis, wo er 2002 seinen Abschluss machte. Anschließend erwarb er 2003 an selber Stelle einen Masterabschluss in Privatrecht und 2004 ein postgraduales Diplôme d’études approfondies in Privatrecht und Kriminalwissenschaften. Von 2004 bis 2005 durchlief er die Richterausbildung an der École nationale de la magistrature und trat 2006 als stellvertretender Richter am monegassischen erstinstanzlichen Gericht in den monegassischen Justizdienst ein. 2007 wechselte er als stellvertretender Staatsanwalt an die monegassische Generalstaatsanwaltschaft. 2008 kehrte er als Richter an das monegassische Gericht erster Instanz zurück und stieg dort 2012 zum Ersten Richter und 2018 zum Vizepräsidenten auf. Von 2015 bis 2025 war Biancheri zudem Mitglied der Europäischen Kommission für die Effizienz der Justiz beim Europarat. Ab 2018 war er zudem als externer Dozent an der Universität Nizza Sophia-Antipolis tätig.
2021 wechselte er als Richter an den monegassischen Berufungsgerichtshof, wo er 2025 zum Vizepräsidenten ernannt wurde. Von 2021 bis 2025 war er zudem Vorsitzender der Disziplinarabteilung des monegassischen Anti-Doping-Komitees. Ab 2022 diente er als Ad-hoc-Richter am Europäischen Gerichtshof für Menschenrechte (EGMR). Im April 2025 wurde er als Nachfolger von Stéphanie Mourou-Vikström als Vertreter Monacos zum ständigen Richter am Europäischen Gerichtshof für Menschenrechte gewählt. Er trat seine voraussichtlich bis 2034 dauernde Amtszeit am 7. Juli 2025 an.